# Карельський перешийок

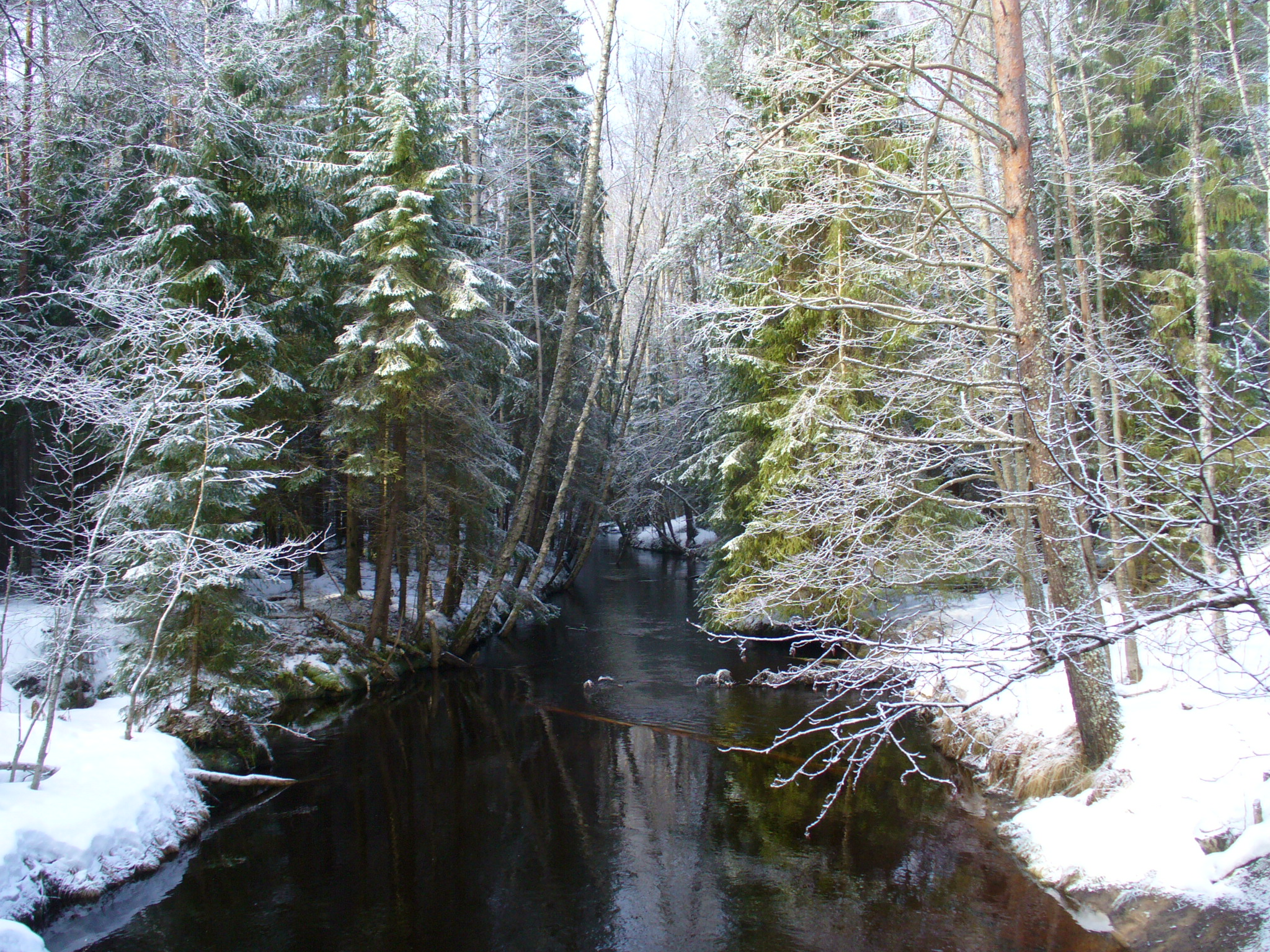
Біля Лейпясуо

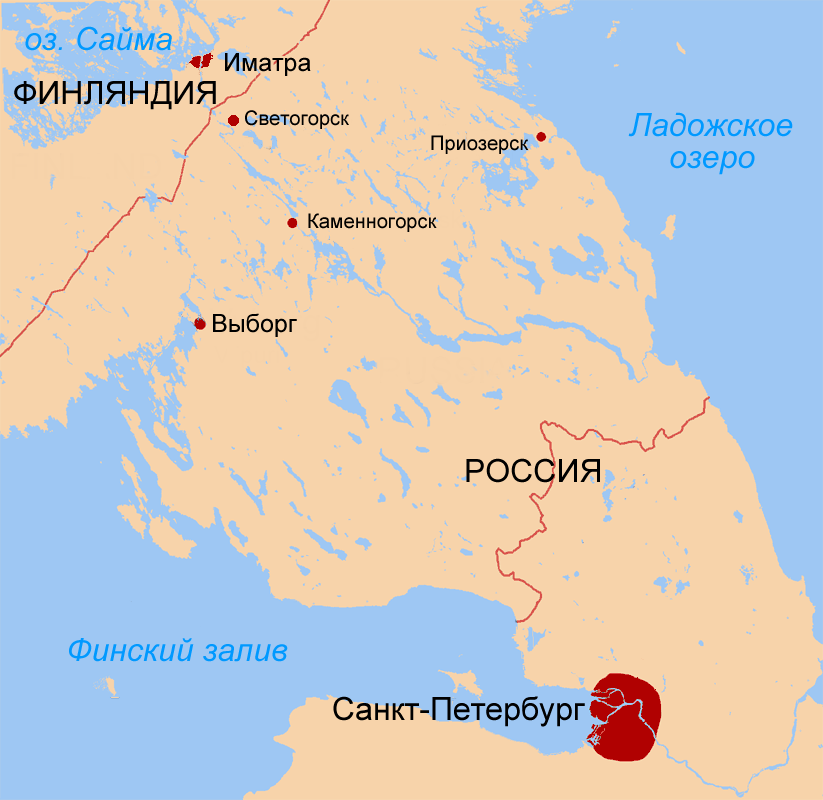
Мапа Карельського перешийка. Показані деякі важливі міста, сьогоденний і довоєнний фінсько-російський кордон

Каре́льський переши́йок (фін. Karjalankannas; швед. Karelska näset; рос. Карельский перешеек) є ділянка землі приблизно протяжністю з півночі на південь 150—180 км, з заходу на схід — 55—110 км, яка з'єднує Росію з Фінляндією, розташована між Фінською затокою і Ладозьким озером на північному заході Росії, на північ від річки Нева (між 61 ° 21'N, 59 ° 46'N і 27 ° 42'E, 31 ° 08'E). Її природним північно-західним кордоном є хребет Салпаусселькя у Фінляндії або найвузькіша область між Виборзькою затокою і Ладозьким озером. Якщо Карельський перешийок визначити як всю територію сучасного Санкт-Петербурга і Ленінградської області на північ від Неви, площа перешийку становить близько 15 000 км².
Менша частина перешийка на південний схід від старого Російсько-Фінляндського кордону історично розглядається як Північна Іжорія, окремо від Карельського перешийка. Решта перешийка історично є частиною Фінської Карелії. Вона була завойована Російською імперією під час Великої Північної війни в 1712, і входила до складу автономного Велике князівство Фінляндія (1809—1917) у складі Російської імперії, а після здобуття Фінляндією незалежності в 1917, у складі Фінляндії. Фінська Карелія відійшла до Радянського Союзу після Зимової війни (1939—1940) і війни-продовження (1941—1944). У 1940—1941, під час тимчасового миру, велика частина території перешийку, була включена до складу Карело-Фінської РСР. Проте після Другої світової війни весь перешийок було поділено між містом Санкт-Петербурга (головним чином Курортний район), і Ленінградською областю: Приозерський, Всеволозький та Виборзький райони.
За даними перепису 2002, чисельність населення в Курортному районі Санкт-Петербурга і частини Ленінградської області, розташовані на Карельському перешийку, становить 539000. Багато мешканців Санкт-Петербургу також виїжджають на перешийок під час їхніх відпусток.

## Географія
На ландшафт перешийка вельми вплинуло Валдайське заледеніння. Найвища точка перешийку — 205 м над рівнем моря біля селища Новожилово. На перешийку немає гір, але є вельми круті пагорби.
Вуоксі, велика річка, витікає з південного краю озера Саймаа у Фінляндії до Ладозького озера, розділивши перешийок на дві нерівномірні частини. Сайменський канал відкрили в 1856, за для з'єднання озера Саймаа з Виборзькою затокою.
Карельський перешийок лежить в екорегіоні скандинавської та російської тайги. Згідно з геоботанікою, вона знаходиться на стику флористичних провінцій Центральної, Східної та Північної Європи, входить в Циркумбореальну область з Голарктичного царства.
На перешийку головним чином, ростуть хвойні ліси з сосни звичайної (Pinus sylvestris) та ялини звичайної (Picea abies)), з численними озерами (наприклад, озеро Суходольське і озеро Глибоке), а також низькоросла трава сфагнових і торф'яних боліт. Ліси покривають близько 11.700 км² перешийка, більш ніж на три чверті від загального обсягу площі. Болотисти райони займають в середньому на 5,5 % території. На великих суміжних теренах вздовж берега Ладозького озера у Всеволозькому районі, в південно-східній частині перешийка, болота зустрічаються значно частіше, ніж в інших частинах. Те ж саме можна сказати і про низовини вздовж Неви, яка були осушені. Ґрунт переважно подзолістий, який містить масивні валуни, особливо на півночі і північному-заході, де знаходяться великі гранітні брили.
Соснові ліси (Pinus sylvestris), є найбільш поширеними і займають 51 % лісової площі Карельського перешийка, далі ідуть ялинові ліси (Picea abies) — 29 % і березові ліси (Betula Pendula і Betula pubescens) — 16 %. На більш родючих ґрунтах і в сприятливіші місцях іноді домінує клен звичайний (Acer platanoides), вільха чорна (Alnus glutinosa), сіра вільха (Alnus incana), осика звичайна (Populus tremula), дуб черешчатий (Quercus robur), верба сіра (Salix cinerea), верба попеляста (Salix cinerea), Salix myrsinifolia, Salix phylicifolia або в'яз гладенький (Ulmus laevis). Нижній ярус соснових лісів складається з вереса звичайного (Calluna), вороніка (Empetrum nigrum), ялівець звичайний (Juniperus communis), верба вушката (Salix aurita), брусниця звичайна (Vaccinium vitis-idaea), Equisetum fluviatile, папороть (Pteridium aquilinum), Deschampsia flexuosa та Carex globularis, мохи Pleurozium schreberi, сфагнові Sphagnum angustifolium і Sphagnum russowii, лишайники Cladonia. А також хвощ лісовий (Equisetum sylvaticum), квасениця звичайна (Oxalis acetosella), чорниця (Vaccinium myrtillus), Avenella flexuosa, Calamagrostis arundinacea, Carex globularis і мхи Polytrichum commune і Sphagnum girgensohnii.
Тваринний світ представлений вивіркою звичайною (Sciurus vulgaris), лосем (Alces alces), лисицею звичайною (Vulpes vulpes), заєць-біляк (Lepus timidus), диким кабаном (Sus scrofa).
Клімат перешийка є помірно континентальний, з 650—800 мм опадів на рік, довга сніжна зима триває з листопада до середини квітня, морози іноді досягають −40 °C, помірно прохолодне літо і короткий безморозний період.

## Геологічна історія
Геологічно Карельський перешийок розташований на півдні Балтійського щита і має кристалічну підвалину. В ході заключної частини останнього, Валдайського заледеніння, танення льодовика в центральній частині перешийка почалося ще в 14000 років тому. У той час на низьких рівнях формувались великі озера з греблями оточуючих льодовикових щитів. У ході подальшого танення і формування Балтійського Льодовикового озера, коли лід відступив на пасма Салпаусселькя, на височині в районі перешийка залишився великий острів. 12 000 років тому цим місцевостям були характерні суворі умови Арктики з вічною мерзлотою і рідколіссям. Близько 11 000 років тому клімат став теплішим і вологішим, стали рости соснові і березові ліси.
Близько 9000 років тому на другому етапі становлення Балтійського моряАнцилове море відступило і було сформовано багато рівнинних озер в результаті льодовикової і післяльодовикової діяльності. Ладозьке озеро було відокремлено від моря. Близько 5 000 років тому річкою Вуокса почалося скидання води з озера Сайма в Ладозьке озеро. Завдяки цьому Ладозьке озеро зазнало трансгресії і розпочало скидання води біля Хейн-Йоки, на схід від сучасноо Виборгу. Близько 3100-2400 тому Нева розпочала скидання води Ладоги в Балтійське море. Ладога поступово скинула рівень води від 15-18 м до її сучасного рівня 4-5 м над рівнем моря, і рівнинні озера були ізольовані ще раз. Тим не менш, Вуоксі скидала води Виборзької затоки, можливо, до 12-ого століття від Р. Х. Це припинилося через подальше підвищування рівня землі.
У 1818, було прорито канал, який через таскин зазнав прорив з Суходольського озера (Suvanto) в Ладозьке озеро, який пізніше став річкою Бурною (Taipaleenjoki). Taipaleenjoki розпочав дренування Suvanto і відбулося зниження її рівня на 7 м. Спочатку вода озера скидалась у річку Вуоксі річкою Лосево (Kiviniemi) (зараз Losevo), але через зміни, цей шлях висох. У 1857 р. канал був викопаний, але потік не набрав сили, тому через пороги навігація на Kiviniemi була неможливою.

## Населення
Основну частину населення Карельського перешийка становлять росіяни, так само корінним населенням є фіни, але їх набагато менше, крім того КП населяють практично всі народи пострадянського простору.
У трьох районах Ленобласті та 6 районах Санкт-Петербурга проживає приблизно 2,9 мільйони чоловік .
| Назва району і суб'єкта РФ                | Чисельність | Рік  |
| ----------------------------------------- | ----------- | ---- |
| Виборзький район Ленінградської області   | 203000      | 2016 |
| Приозерський район Ленінградської області | 62500       | 2016 |
| Всеволозький район Ленінградської області | 307000      | 2016 |
| Курортний район Санкт-Петербурга          | 75600       | 2016 |
| Приморський район                         | 549000      | 2016 |
| Виборзький район                          | 493000      | 2016 |
| Калінінський район СПБ                    | 530000      | 2016 |
| Красногвардійський район СПБ              | 348000      | 2016 |
| Правобережна частина Невського району     | 268000      | 2016 |
| Сумарна чисельність                       | 2836100     | 2016 |

## Транспорт
По Карельському Перешийку проходять всі лінії Петербурзького метрополітену за винятком НВЛ (Зеленої лінії) . Так само Важливим транспортним засобом є електрички з Фінляндського і Ладозького вокзалів. Автомобільні дороги представлені федеральними трасами Р180 (Петербург-Гельсінкі), А-129 (Петербург-Сортавала) і Р-21(раніше називалася М-18) Петербург — Мурманськ, так само по Карельському перешийку проходить багато регіональних автотрас. Морські порти представлені портом Висоцьк , Виборг і нафтовим портом Приморськ .
Єдиним мирним аеропортом є Ржевка, але так само на Карельському перешийку знаходиться 2 військових аеродрому.
На кордоні з Фінляндією знаходяться 3 автомобільних (Торфяновка, Брусничне і Светогорськ) та 2 залізничних контрольно-пропускні пункти (Бусловська (Бусловская) і Светогорськ) .

## Міста та містечка перешийку
- Каменногорськ (швед. Saint-Andre, фін. Antrea)
- Кузнечне (фін. Kaarlahti)
- Лєсогорський (фін. Jääski)
- Приморськ(рос. Примо́рск; фін. Koivisto; швед. Björkö)
- Приозерськ (карел. Kägöisalmi, фін. Käkisalmi, швед. Kexholm)
- Рощино (фін. Raivola))
- Санкт-Петербург
- Сертолово (фін. Sierattala)
- Сестрорецьк (фін. Siestarjoki; швед. Systerbäck)
- Совєтський (фін. Johannes))
- Светогорськ (фін. Enso)
- Токсово ((карел. Toksova))
- Всеволозьк (Всеволожск)
- Виборг ((рос. Вы́борг; фін. Viipuri; швед. Viborg; нім. Wiborg))
- Висоцьк (фін. Uuras, швед. Trångsund))
- Зеленогорськ (фін. Terijoki)